# ビクトリアカップ (アイスホッケー)
ビクトリアカップ（Victoria Cup）は欧州のチャンピオンズ・ホッケー・リーグ優勝チームとNHLチームが対戦するアイスホッケー大会である。

## 概要
2007年、創立100周年を翌年に控えた国際アイスホッケー連盟が企画したもので、ビクトリアはカナダケベック州モントリオールにあったビクトリア・スケートリンクで最初のアイスホッケーの試合が行われたことから付けられた。

## 歴代結果
| 開催年 | 開催日  | 開催地       | 勝利チーム                 | スコア | 敗戦チーム                   |
| ------ | ------- | ------------ | -------------------------- | ------ | ---------------------------- |
| 2008年 | 10月1日 | ベルン       | ニューヨーク・レンジャース | 4–3    | メタルルグ・マグニトゴルスク |
| 2009年 | 9月29日 | チューリッヒ | ZSCライオンズ              | 2–1    | シカゴ・ブラックホークス     |